# Зулумян, Арутюн Георгиевич
Арутюн (Артур) Георгиевич Зулумян (арм. Հարություն Գեորգիևիչ Զուլումյան; 17 апреля 1958, Ереван — 14 января 2024, Санкт-Петербург) — армянский и советский, позднее российский художник,
арт-критик, арт-куратор и журналист.
Исследователь армянского авангарда XX в.

## Биография
Артур Зулумян родился 17 апреля 1958 года в Ереване, в семье врачей. Внук художника Жана Карзу (Гарника Зулумяна). Начальное образование получил в школе № 122 им. Александра Блока (1965–1975). Окончил Ереванский политехнический институт им. Карла Маркса (ЕРПИ) по специальности  инженер-электрик (1976–1981). Уже в начале 1980-х годов увлёкся искусством.
В 1980 — начале 1990-х годов часто посещал Ленинград. Был близок к художникам и поэтам круга сквот-мастерской Невский-25.
В 1991 году становится член молодежной секции Союза художников Армении.
В 1993 году, переехав в Москву, совместно со своей первой женой, живописцем Нарине Золян организовал группу "ZxZ", которая на протяжении многих лет была связана с художественной средой московских концептуалистов.
За последние три года это четвертая выставка Нарине Золян и Арутюна Зулумяна в Spider & Mouse Gallery. И уже можно сказать, что постоянная тема этих художников - массовое сознание, его мифологемы и фобии. В отличие от москвичей, они не боятся патетики, вообще не боятся масштабности - выходов в геополитику и глобальную статистику, апелляции к целостным людским сообществам. Социально "горячий" хроникальный материал в их проектах представлен и трактован не по-московски непосредственно; и язык актуального искусства как бы под воздействием болевых векторов актуальной реальности "спрямляется" почти в прямую речь.
В 2002 году Зулумян становится членом Союза писателей России.
Наибольшую известность в московской и мировой арт-среде Артур Зулумян приобрёл в 2003 году, став куратором скандально знаменитой выставки «Осторожно, религия!», открывшейся 14 января в Сахаровском центре, но вскоре разгромленной из-за её "провокационного содержания".
В этой выставке участвовало 39 художников и две художественные группы. Её успело посмотреть около двух десятков человек (не считая приглашенных на открытие). По жанру выставка "Осторожно, религия!" являлась выставкой актуального искусства.
По сообщению агентства Интерфакс, 18 января около полудня группа из шести человек (Михаил Люкшин, Анатолий Зякин, Владимир Сергеев, Николай Смахтин, Алексей Кульберг, Григорий Гарбузов) разгромила выставочный зал музея, уничтожив часть экспонатов.
Вскоре после этого последовало судебное разбирательство, обвиняемой стороной которого, как ни странно, стали организаторы выставки, а не погромщики.
Действуя во исполнение общего преступного замысла и согласно ранее оговоренной роли координатора выставки, Золян Н. путем уговоров привлекла к участию в выставке художника Дорохова А.А., представила экспонат собственного изготовления (без названия), составила и размножили текст концепции выставки "Осторожно, религия!" с подзаголовком "Познающий себя есть собственный плач", а также оказывала своему бывшему мужу и куратору выставки Зулумяну А.Г. содействие в координации действий других соучастников: Михальчук А.А. и Василовской Л.В..
При этом, по мнению Маргариты Емелиной, Арутюн Зулумян и его бывшая жена Нарине Золян не были привлечены к уголовной ответственности, так как они являлись гражданами Армении. В 2005 году он переезжает жить в Тбилиси.
В 2004 — 2006 годах пишет статьи жля журналов: «Ереван», «Афиша», «Армянка»; как журналист сотрудничает с газетами: «Эфир», «Республика Армения», «АЗГ», «Голос Армении», «Аргументы и факты».
В июле 2007 года принимает участие в IV Ереванском международном кинофестивале «Золотой абрикос».
В 2008 году выступает директором проекта "Картография и исследование границ прав человека", организованного при поддержке Института «Открытое Общество» (Армения).
В 2009 году Зулумян становится куратор программы показа фильмов молодых армянских кинорежиссеров: Армена Ронова, Давида Степаняна, Баграта Симоняна, Артака Мурадяна и Гарника Степаняна (Ереван). Пишет статьи для журнала "Кино +"
В начале 2010-х годов некоторое время живёт в Париже, затем в Ереване, где активно участвует в культурной жизни армянской столицы.
В 2011 году становится членом жюри по грантам Всеармянского фонда «Айастан» (молодежной секции). В 2012 году читает курс лекций по всеобщей истории кинематографии. Преподает "Историю мирового и современного кино" в Ереванском государственном институт театра и кино (2013), где также является председателем приемной комиссии по "Кафедре истории и теории кино". Преподаёт в Славянском институте предмет "Современная армянская культура". В числе прочего читает лекции о жизни и творчестве Сергея Параджанова.
В 2014 году выступает куратором группы армянских художников на Международном грузинском фестивале современного искусства «Artisterium XI» (Тбилиси).
В 2017 году, после съёмок в телевизионном фильме Ваага Галстяна «Так говорил Заратустра», Зулумян переезжает на постоянное место жительство в Санкт-Петербург. 
Вскоре вступает в брак с концертмейстером Зинаидой Берандр, совместно с которой осуществил ряд публицистических проектов.
Продолжал работать как художник, куратор и автор критических текстов о современном искусстве.
Регулярно публикуется в журнапе СПб отделения Ассоциации искусствоведов — Петербургские искусствоведческие тетради.
С 2018 года преподает рисунок в студии IQ колледж Взмах.
Поддерживает дружеские отношения со многими петербургскими художниками. В 2019 году становится куратором группы художников от Санкт-Петербурга на Международном грузинском фестивале современного искусства «Artisterium XII» (Тбилиси, Кутаиси).
Умер 14 января 2024 года в Санкт-Петербурге.

## Семья
- Первая (?) жена — Нарине Золян  (род. 1957), художница, дочь поэтессы Сэды Вермишевой
- Вторая (?) жена (с 2017) — Зинаида Берандр, концертмейстер[20]

### Монографии
Зулумян А., Берандр З. История армянского авангарда в лицах. — Ереван: Антегор, 2023. ISBN 978 9939 0 4575 7

### Рецензии
- Ельшевская Г. В. Нарине Золян, Арутюн Зулумян "В предчувствии катастроф", Spider & Mouse Gallery, Москва // Художественный журнал, N°24. 1999.